# Чула (приток Камы)
Чула — река в России, протекает по Верхнекамскому району Кировской области. Устье реки находится в 1487 км от устья Камы по правому берегу. Длина реки составляет 10 км.
Исток реки на Верхнекамской возвышенности в 18 км к юго-востоку от посёлка Ожмегово. Река течёт на северо-запад, затем на юго-запад по ненаселённому лесному массиву. В среднем течении на берегу нежилая деревня Чула. Впадает в Каму ниже нежилой деревни Зяблово (Борское сельское поселение).

## Данные водного реестра
По данным государственного водного реестра России относится к Камскому бассейновому округу, водохозяйственный участок реки — Кама от истока до водомерного поста у села Бондюг, речной подбассейн реки — бассейны притоков Камы до впадения Белой. Речной бассейн реки — Кама.
Код объекта в государственном водном реестре — 10010100112111100000658.